# James Pinto Bull
James Pinto Bull, né le 15 juin 1913 à Bolama (Guinée portugaise) et mort le 25 juillet 1970 près de Bissau, est un homme politique portugais.

## Biographie
D'origine anglaise et sierra-léonaise du côté de son père, portugaise et guinéenne du côté de sa mère, il étudie les sciences sociales et la politique ultramarine à l'Instituto Superior de Ciências Sociais e Políticas de l'Université technique de Lisbonne. Il mène une carrière de fonctionnaire en Outre-mer (Angola et Guinée portugaise) et au ministère de l'Outremer.
En 1961, il est élu député de Guinée à l'Assemblée nationale portugaise, puis réélu en 1965 et 1969.

### Mort
Il meurt dans un accident d'hélicoptère avec d'autres parlementaires (José Pedro Pinto Leite, Leonardo Coimbra, José Vicente de Abreu) le 25 juillet 1970, avant-veille de la mort de Salazar. L'appareil semble avoir plongé dans la rivière Mansôa à cause de très fortes pluies.

### Famille
Il est le frère ainé du militant indépendantiste Benjamin Pinto Bull et le grand-père de l'actrice et mannequin Patrícia Bull.